# Camión minero

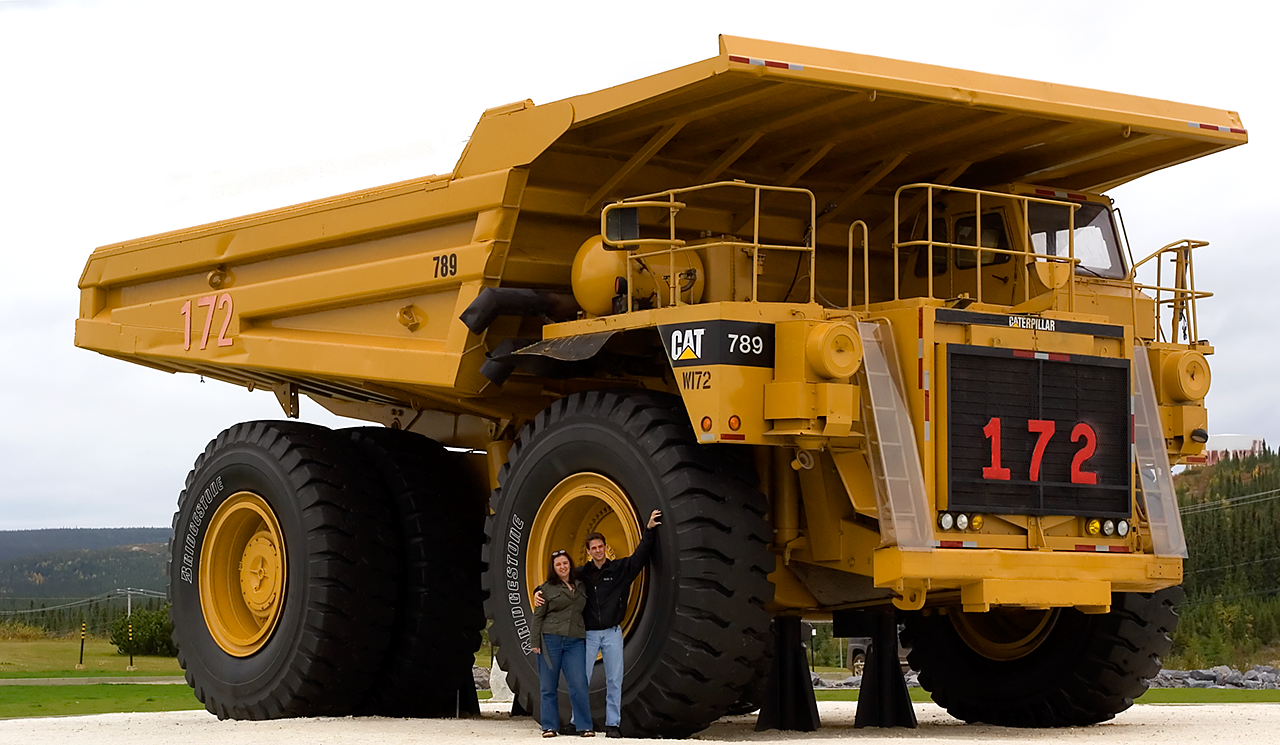
Camión minero en Quebec, Canadá, con personas para dimensionar la escala.

Camión minero, volquete minero, yucle o camión de acarreo pesado es un vehículo todoterreno volquete de chasis rígido, específicamente diseñado para ser usado en la explotación minera a gran escala o para trabajos extremadamente pesados en construcción.

## Descripción
La mayoría de los camiones mineros tienen un diseño de dos ejes, pero dos conocidos son algunos modelos de los años 1970, el 350T Terex Titán y el 235T Wabco 3200/B, tienen tres ejes. La capacidad de carga de estos camiones va desde las 40 toneladas cortas (36 toneladas) hasta las 400 toneladas cortas (363 ton.).
Los camiones utilizados en canteras tienen generalmente una capacidad de carga de 40 a 100 toneladas cortas. Un buen ejemplo es el modelo Caterpillar 775 (de 64 toneladas de capacidad). Las operaciones en canteras son típicamente de menores volúmenes que las de otros tipos de minas como pueden ser por ejemplo las minas de cobre o de oro y requieren por tanto de vehículos menores.

## Clase Ultra
Los camiones mineros más grandes y con mayor capacidad de carga son aquellos denominados: Camiones clase ultra. Los camiones clase ultra incluyen todos aquellos camiones de acarreo con capacidades de carga de 300 toneladas cortas o más. Hasta octubre de 2013 el mayor camión de este tipo era el BelAZ 75710 con una capacidad de carga de 450 toneladas métricas.

## Ejemplos

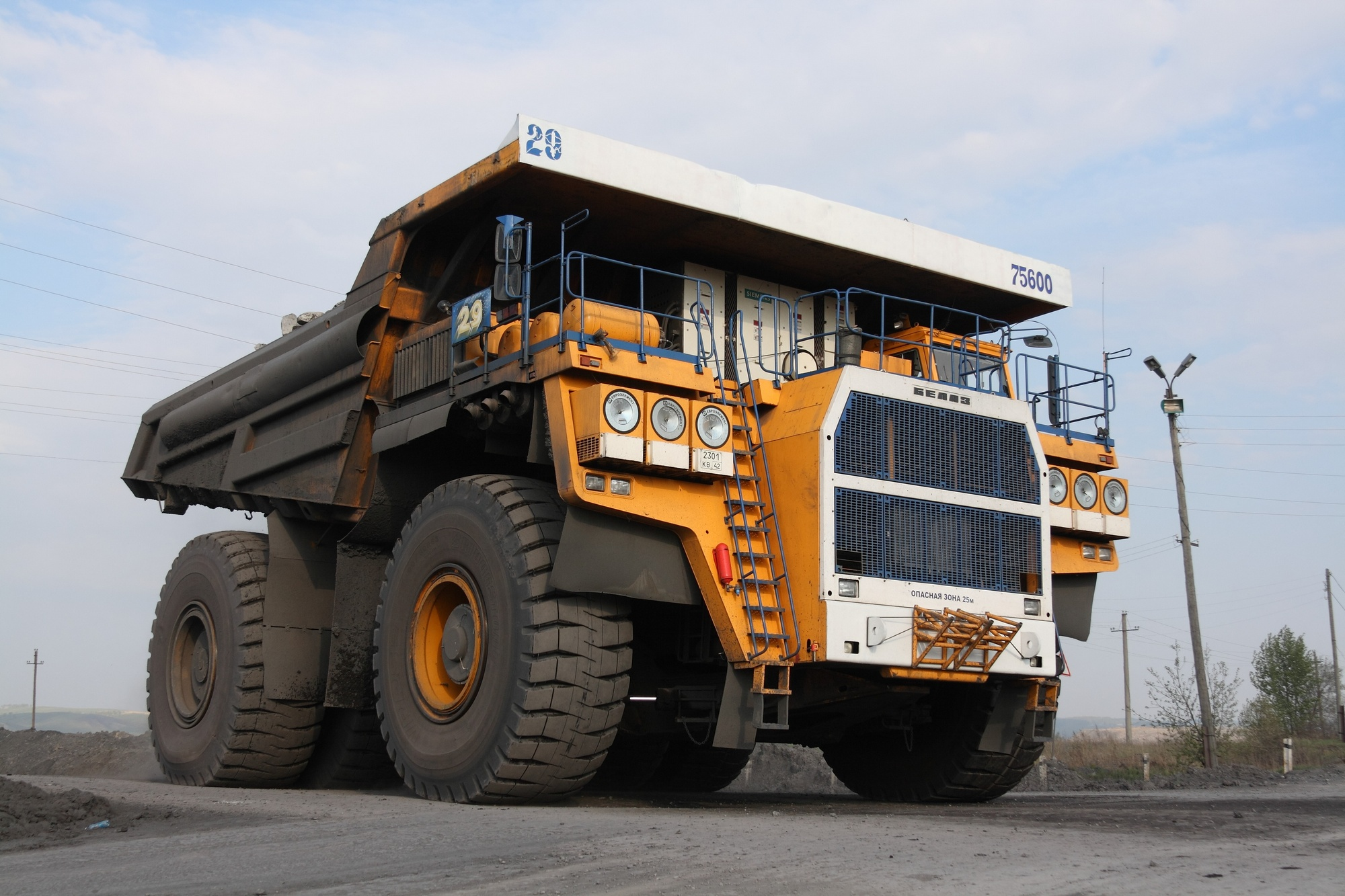
Camión minero BelAZ 75600 del fabricante bielorruso BelAZ
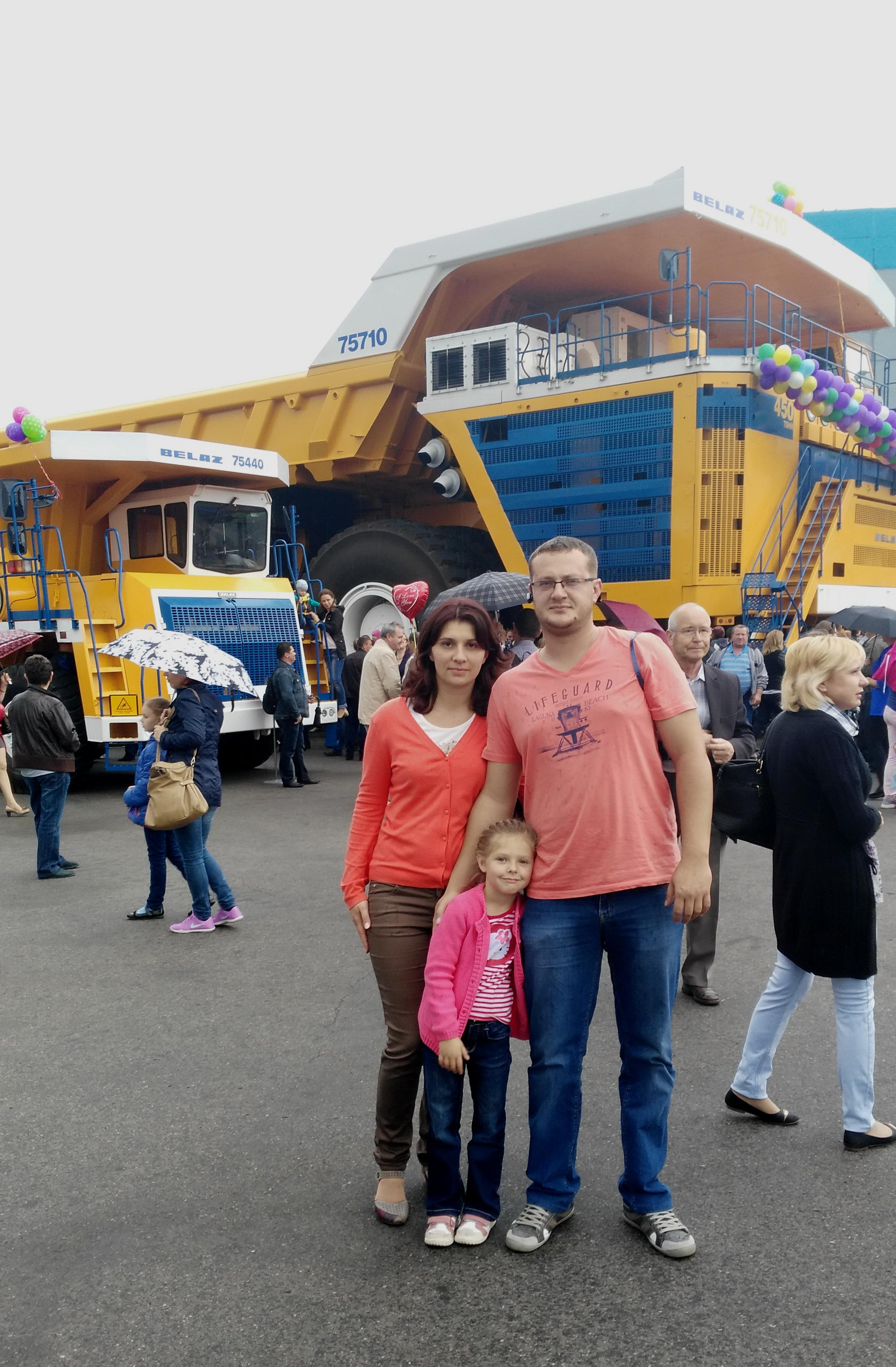
Familia bielorrusa cerca de un BelAZ 75710 en la ciudad de Zhodzina en el año 2015.
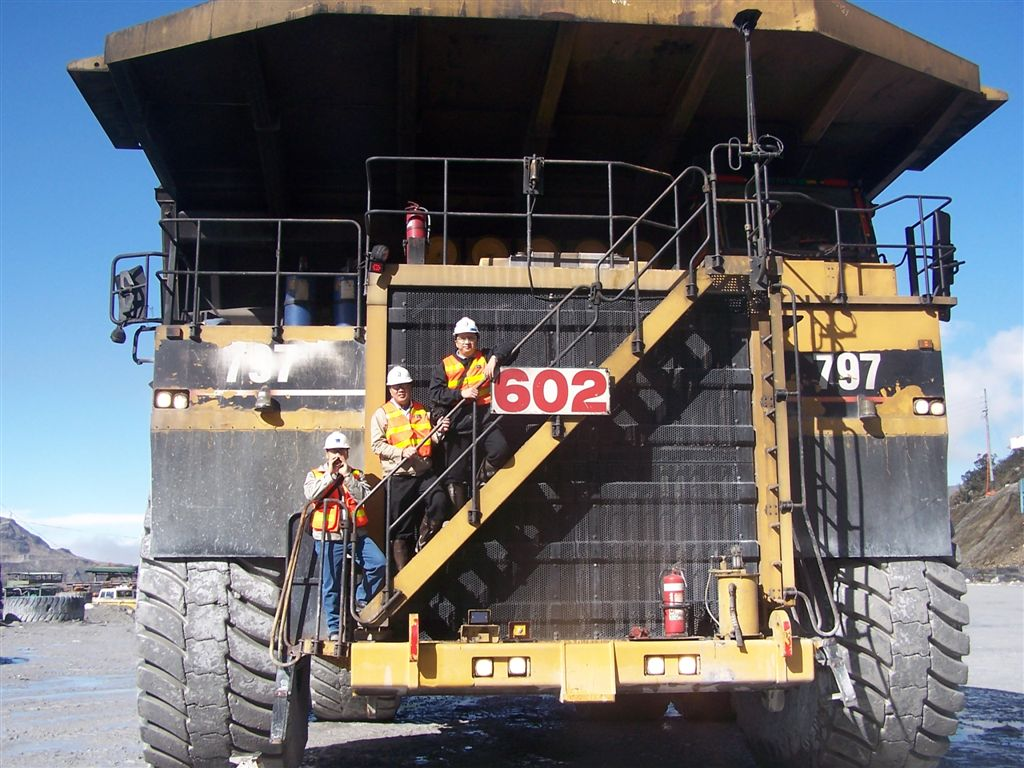
Vista frontal de un camión minero Caterpillar 797
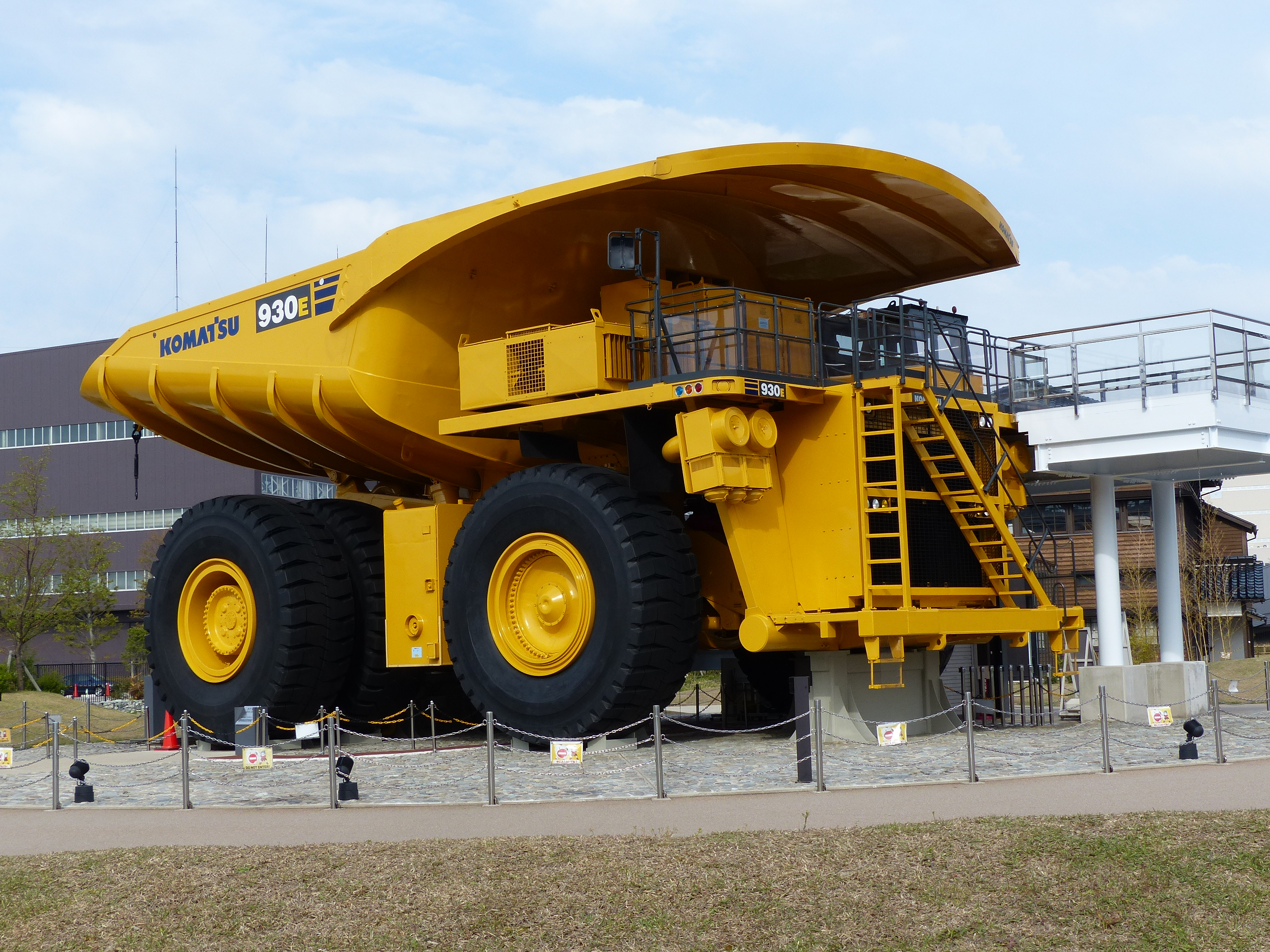
Camión minero Komatsu 930E-2 en exhibición
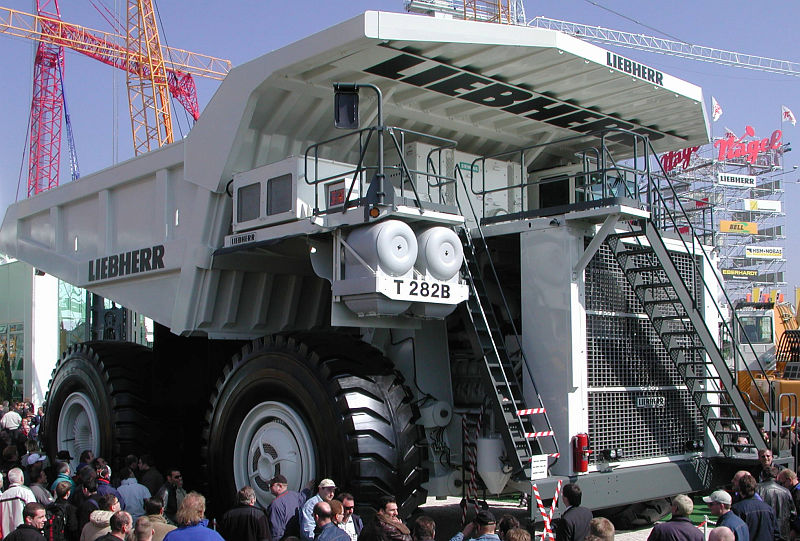
Un Liebherr T 282B, camión minero clase ultra en la Feria internacional de negocios Bauma 2005 en Munich, Alemania.
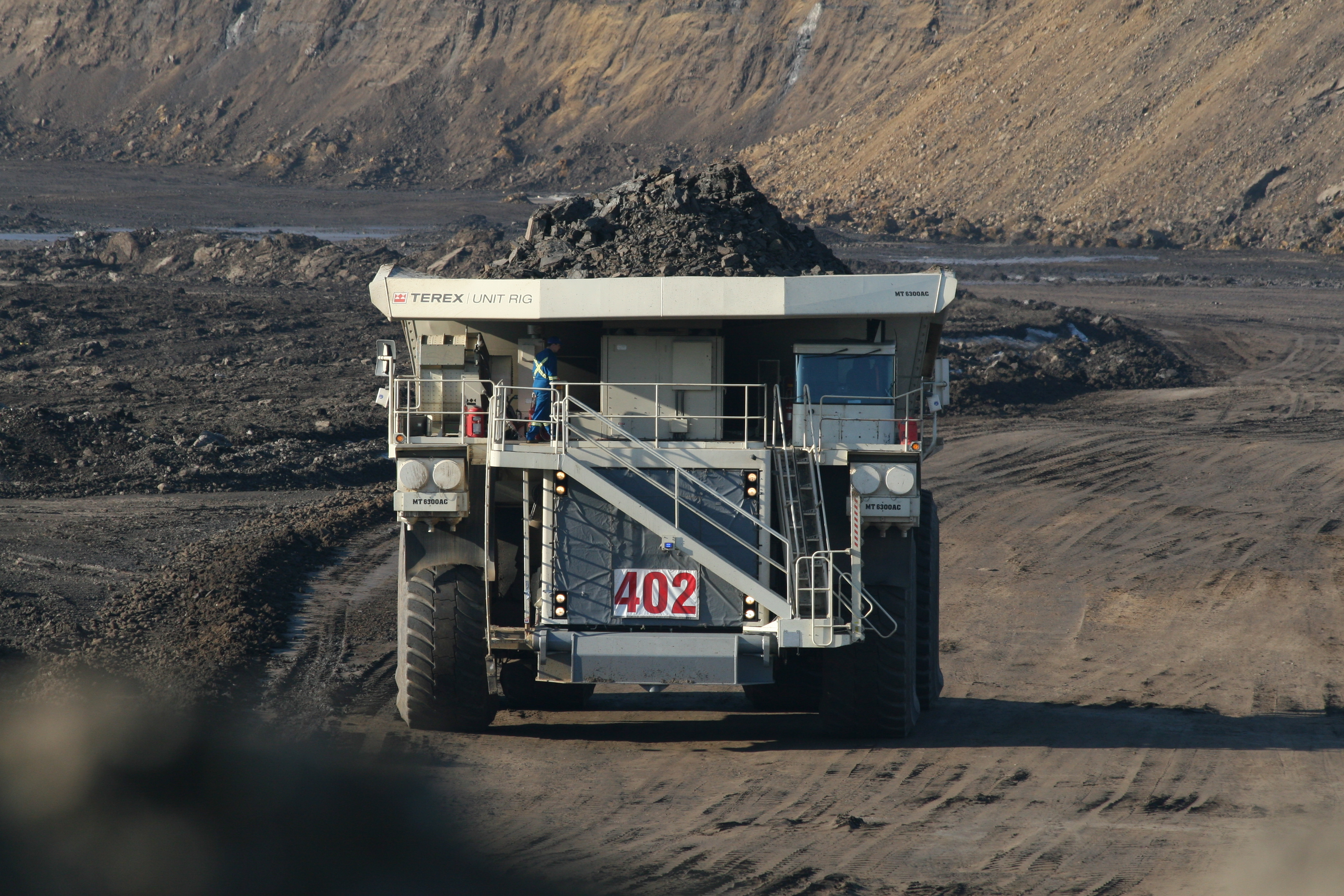
El MT6300AC primeramente fue fabricado por Terex y después por Bucyrus
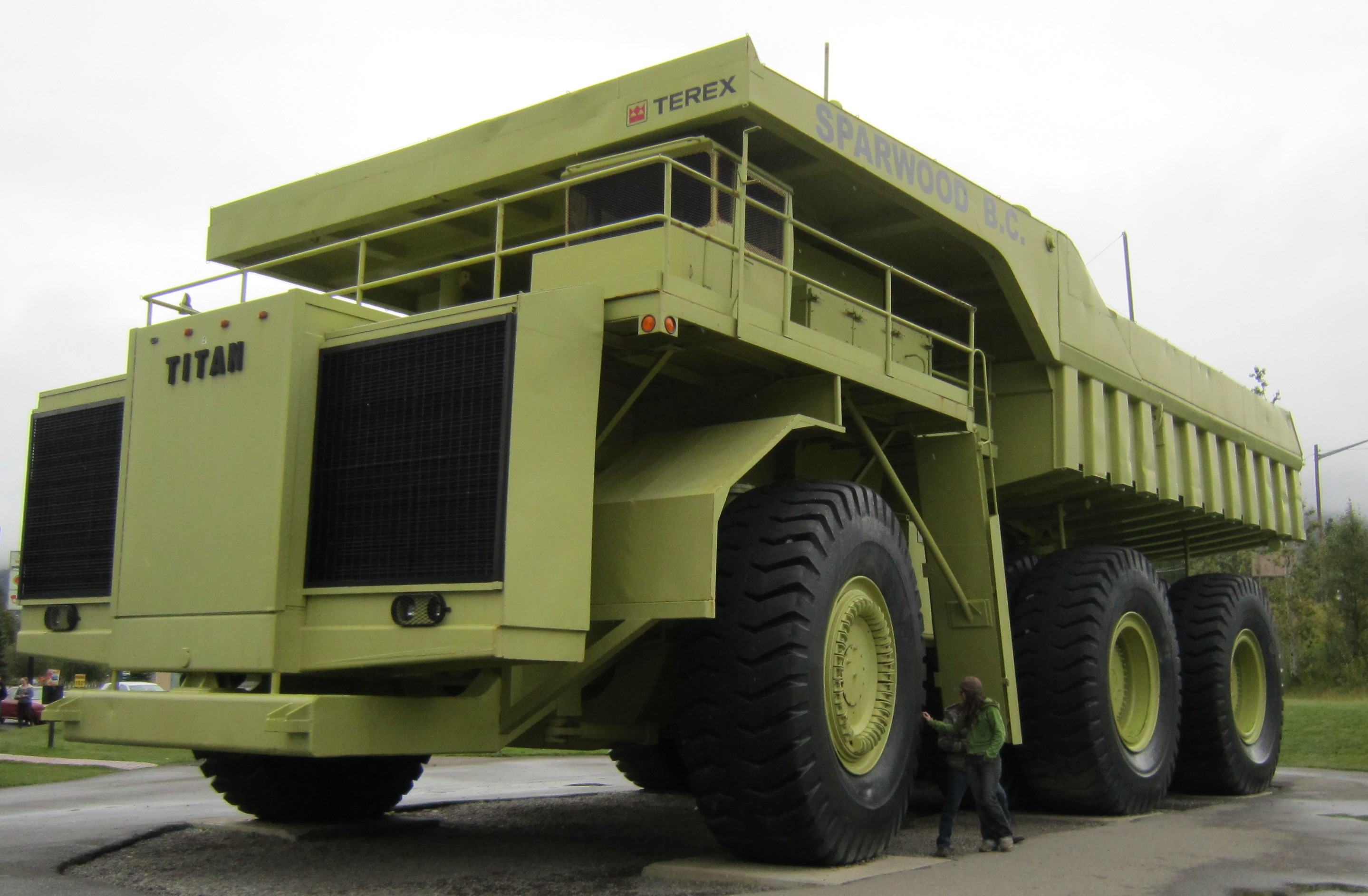
El Terex 33-19 “Titan” fue por mucho tiempo el camión de acarreo más grande de su tipo.